# Episodi di The League (quarta stagione)
La quarta stagione della serie televisiva The League è stata trasmessa in prima visione sul canale statunitense FX dall'11 ottobre al 20 dicembre 2012.
In Italia, la stagione è trasmessa dal 25 luglio 2014 su Fox a notte fonda.
| nº | Titolo originale      | Titolo italiano                      | Prima TV USA     | Prima TV Italia |
| -- | --------------------- | ------------------------------------ | ---------------- | --------------- |
| 1  | Training Camp         | Draft nuovo, vita nuova              | 11 ottobre 2012  | 25 luglio 2014  |
| 2  | The Hoodie            | Conquiste                            | 18 ottobre 2012  | 26 luglio 2014  |
| 3  | The Freeze Out        | Fuori gioco                          | 25 ottobre 2012  | 29 luglio 2014  |
| 4  | The Breastalyzer      | Latte materno                        | 1º novembre 2012 | 30 luglio 2014  |
| 5  | Judge MacArthur       | Il giudice MacArthur                 | 8 novembre 2012  | 31 luglio 2014  |
| 6  | The Tailgate          | Picnic allo stadio                   | 15 novembre 2012 | 1º agosto 2014  |
| 7  | The Vapora Sport      | Occhio per occhio, scarpa per scarpa | 29 novembre 2012 | 2 agosto 2014   |
| 8  | The Anchor Baby       | Un bebè di salvataggio               | 6 dicembre 2012  | 5 agosto 2014   |
| 9  | Bro-Lo El Cordero     | La disputa                           | 6 dicembre 2012  | 6 agosto 2014   |
| 10 | Our Dinner with Andre | Cena con Andre                       | 13 dicembre 2012 | 7 agosto 2014   |
| 11 | 12.12.12              | 12.12.12                             | 13 dicembre 2012 | 8 agosto 2014   |
| 12 | A Krampus Carol       | Il krampus di Natale                 | 20 dicembre 2012 | 9 agosto 2014   |
| 13 | The Course of Shiva   | La maledizione di Shiva              | 20 dicembre 2012 | 12 agosto 2014  |